# Nurmo
Nurmo este o fostă comună din Finlanda.